# Reconnaissances (album de Marie Laforêt)
Pour les articles homonymes, voir Reconnaissance.
 (juin 2013).
Si vous disposez d'ouvrages ou d'articles de référence ou si vous connaissez des sites web de qualité traitant du thème abordé ici, merci de compléter l'article en donnant les références utiles à sa vérifiabilité et en les liant à la section « Notes et références ».
Albums de Marie Laforêt
Moi je voyage Asphodèles
Reconnaissances est le quatorzième album en français de la chanteuse Marie Laforêt. Cet album est sorti en 1993, soit 5 ans après le dernier 45 tours de la chanteuse, il se compose de 11 chansons, toutes co-écrites par la chanteuse et Jean-Marie Leau, dont Ma Viva qui avait fait l’objet d’un single en 1988 sous le titre L’Aviva et avec une orchestration différentes. Cet album est également le premier depuis Moi je voyage sorti en 1979.
Deux singles serviront à la promotion de cet album dont la chanteuse signe pour la première fois tous les textes. Le premier étant Richard Toll ayant pour face B Bis Bald Marlène, le single sera accompagné d’un clip signé Just Jaeckin et le second Ma Viva avec pour face B Déjà vu.

## Reconnaissances
| 1.    | Genève… ou bien         | 3:29 |
| 2.    | Ma Viva                 | 3:31 |
| 3.    | Déjà vu                 | 4:17 |
| 4.    | La Guerre d’Irlande     | 4:04 |
| 5.    | Jérusalem, Yerushalayim | 4:09 |
| 6.    | Zistoires d’amours      | 3:17 |
| 7.    | Bis Bald Marlène        | 4:13 |
| 8.    | Base-Ball Magazine      | 3:44 |
| 9.    | Richard Toll            | 4:11 |
| 10.   | Pauvre comme Job        | 3:39 |
| 11.   | Calle Santa Rita        | 3:09 |
| 41:47 |                         |      |